# كراسنويارسك

2004

كراسنويارسك (بالروسية: Красноярск) هي إحدى مدن روسيا وعاصمة الكيان الفدرالي الروسي كراسنويارسك كراي. تعداد سكّانها يناهز المليون نسمة.
تقع مدينة كراسنويارسك على نهر ينسي وتبعد عن العاصمة موسكو حوالي 4000 كم. ومساحتها 354 كيلومترا مربعا. المدينة أحد أضخم المراكز الصناعية والثقافية والتعليمية والعلمية والتجارية في روسيا الاتحادية كما أنها محور مهم للنقل ولصناعة الألومنيوم.
تأسست المدينة عام 1628 على يد القوزاق لتكون حصنا لحماية حدود الدولة الروسية من هجمات التتار والقبائل الرُحّل وأيضا لجمع الضرائب من سكان المنطقة لمصلحة الخزينة الروسية. منحت صفة مدينة عام 1690 ومن العوامل المهمة التي ساعدت على توسعها وتطورها مرور طريق سيبيريا الكبير عبر المدينة، هذا الطريق ربط كراسنويارسك بأتشينسك وباقي أجزاء روسيا الواقعة في أوروبا. كما ساعد اكتشاف مكامن الذهب في المنطقة على تطور المدينة وازدياد نفوسها إضافة إلى ربطها بخط سكك الحديد عام 1895. في عام 1913 أنجز العمل في مد شبكة توزيع المياه في المدينة.
خلال العهد القيصري كانت كراسنويارسك إحدى المدن التي ينفى إليها المعارضون السياسيون ومنهم فلاديمير لينين وجوزيف ستالين وفيليكس دزيرجينسكي وغيرهم، بحيث أن نسبة المنفيين إلى المدينة شكلت 23 % من عدد نفوسها في نهاية القرن الـ 19.
لقد أصبحت المدينة بنهاية القرن الـ 19 من المراكز التجارية والصناعية الكبيرة في سيبيريا وتوسعت كثيرا حيث زاد عدد منازلها عن ألف منزل وفيها 10 كنائس أرثوذكسية وكنيستان كاثوليكية وبروتستانية وكنيس وفيها مدارس عديدة ومكتبات عامة ومتاحف ومتنزهات.
بعد ثورة أكتوبر عام 1917 استمر توسع المدينة الذي رافقه ازدياد عدد السكان وإقامة مؤسسات صناعية جديدة وفتح مدارس مهنية وجامعات ومعاهد عالية ومستشفيات ومنتجعات وغير ذلك من المؤسسات الثقافية والعلمية. ونظراً لتوسعها ونموها أصبحت عام 1934 مركزا إداريا لإقليم كراسنويارسك الذي يحتل من حيث المساحة المرتبة الثانية بين الأقاليم الروسية.
خلال سنوات الحرب الوطنية العظمى (1941 – 1945) أجليت إلى المدينة عشرات المصانع من المناطق القريبة من جبهات القتال. لقد دعمت هذه المصانع القاعدة الصناعية في المدينة ووسعتها كثيرا. بعد انتهاء الحرب أُقيمت مصانع جديدة مثل مصنع الألمينيوم ومصنع الميتالورجيا (التعدين) ومصنع لمعالجة المعادن الملونة وغيرها من المصانع التي جذبت العديد من الشباب والشابات إلى المدينة ليعملوا ويستقروا فيها.
إن مدينة كراسنويارسك اليوم أحد أضخم المراكز الصناعية والعلمية والثقافية والرياضية في روسيا، كما أنها من محاور النقل المهمة في سيبيريا.
المدينة مركز صناعي متطور، حيث يقع ضمن حدودها عدد كبير من المؤسسات الصناعية التي من بينها ميتالورجيا المعادن الملونة وبناء الماكينات والشاحنات والصناعات الكيميائية وصناعة الأغذية والصناعات الخشبية وغيرها.
أما في مجال التعليم فإن أول مدرسة في المدينة افتتحت عام 1759 وكان التعليم فيها باللغة اللاتينية، ومع بداية القرن الـ 21 بلغ عدد المدارس في المدينة حوالي 150 مدرسة عامة. إضافة إلى وجود عدد كبير من رياض الأطفال ودور الحضانة. كما تعمل في المدينة مجموعة كبيرة من الثانويات المهنية والمعاهد المهنية المتوسطة إضافة إلى حوالي 30 جامعة منها جامعة سيبيريا الفيدرالية التي أسست من توحيد أربع جامعات هي جامعة كراسنويارسك الحكومية وجامعة كراسنويارسك التقنية وأكاديمية كراسنويارسك للهندسة المدنية والمعمارية وجامعة كراسنويارسك للمعادن الملونة والذهب. كما تعمل جامعة كراسنويارسك للعلوم التربوية وجامعة العلوم الزراعية وجامعة كراسنويارسك للعلوم الطبية وجامعة علوم الفضاء وغيرها من الجامعات وفروع لجامعات أخرى تعمل في المدينة.
كما تعمل في المدينة مجموعة كبيرة من معاهد البحوث العلمية التابعة لأكاديمية العلوم الروسية مثل معهد الغابات ومعهد الفيزياء ومعهد الفيزياء البيولوجية ومعهد الكيمياء إضافة إلى معهد البحوث الزراعية التابع لأكاديمية العلوم الزراعية ومعهد الجيولوجيا وغيرها.
كما توجد في المدينة مجموعة من المكتبات العامة حيث كانت أول مكتبة قد افتتحت في المدينة عام 1820 إضافة إلى أنه افتتح عام 1920 مستودع مركزي للكتب.
وفي المجال الثقافي أيضا تعمل في المدينة فرق موسيقية عديدة، وكانت أول فرقة سيمفونية قد شكّلت في المدينة عام 1887.
أما المسارح فعديدة وكان أول عرض مسرحي قد قدّم عام 1852. ومن المسارح العاملة في المدينة مسرح الأوبرا والباليه ومسرح الدراما والمسرح الموسيقي ومسرح الشباب وغيرها إضافة إلى السيرك وقاعة الأرغن ومسرح الدمى. إضافة إلى وجود العديد من دور العرض السينمائية وقاعات الحفلات والنوادي الاجتماعية والليلية.
ويوجد في المدينة عدد من المتاحف مثل متحف تاريخ الإقليم الذي أسس عام 1889 وهو أحد أكبر المتاحف في روسيا وهناك متاحف عديدة مرتبطة باسم الرسام الروسي المشهور فاسيلي سوريكوف الذي ولد في المدينة وعاش خلال الفترة (1848 – 1916). وهناك مركز كراسنويارسك للمتاحف الذي يضم قاعة لعرض اللوحات الفنية ورواق «الفن المعاصر في كراسنويارسك» ونصب النصر ومتحف تاريخ المدينة ومتحف جيولوجيا سيبيريا الوسطى. كما هناك متحف الباخرة «القديس نيقولاي» وهي أول باخرة وصلت إلى المدينة عام 1887. وبقيت الباخرة عاملة حتى عام 1960 حيث تقرر تحويلها إلى متحف وضعت في غرفها تماثيل للمشاهير من ركابها ومن بينهم فلاديمير لينين الذي نقل على متن الباخرة إلى المدينة بعد صدور قرار نفيه. وهناك متحف التشريح ومتحف الغابات ومتحف تاريخ الطب وغيرها من المتاحف العديدة المنتشرة في جميع أنحاء المدينة.
المدينة من المراكز الرياضية الكبيرة في روسيا وكان أول فريق للجمباز قد شكّل في المدينة عام 1911 وفي عام 1912 أقيمت أو مباراة بكرة القدم في المدينة. أما في مجال الرياضة الشتوية فالمدينة في مقدمة المدن الروسية في هذا المجال وفرقها تحتل مراتب متقدمة في المنافسات المحلية والدولية. في المدينة عدد كبير من الملاعب والمنشآت الرياضية مثل المسابح والقاعات الرياضية وعدد من مراكز التزلج وأعلى منصة قفز في روسيا (ترمبلين ارتفاعه 100 م.)
تقام في المدينة الفعاليات الرياضية والفنية والشعبية التالية:
دورة إيفان ياريغين للمصارعة الحرة وكرنفال «مدينة الطفولة» للأطفال وكرنفال عام في يوم المدينة وأيضا المعرض الدولي للطيران ومنتدى الاقتصاد وغيرها.
إن مدينة كراسنويارسك غنية بمعالمها التاريخية والمعمارية والطبيعية منها:
الأعمدة الصخرية – وهي من أشهر المواقع الطبيعة التي يقصدها أهل المدينة يقصدها السياح ومحبو تسلق الجبال. فسكان المدينة يأتون إلى هذا المكان بغية ممارسة رياضة تسلق الجبال منذ أكثر من 150 سنة. الأعمدة الصخرية محمية طبيعية في كراسنويارسك وهذه الأعمدة السيانيتية الفريدة في مظهرها تكونت حول الكتل الصخرية الكبيرة والكهوف الكارستية. المكان الآن يجذب محبي رياضة السير ومحبي رياضة التسلق. إضافة إلى هذه الاعمدة المحمية غنية بأنواع النباتات التي تنمو ضمن حدودها. حيث يتجاوز عدد أنواعها 1030 نوعا مختلفا التي من بينها 150 نوعا مسجلة ضمن القائمة الحمراء المهددة بالانقراض.
أما الحيوانات البرية التي تعيش في هذه المحمية الطبيعية فهي الأخرى متنوعة وكثيرة ومنها السوبول (نوع من أنواع ابن عرس) وهو شبيه بالسمور والمنك وغيرها من الحيوانات الثدية. كما تعشعش في هذه المحمية أنواع مختلفة الطيور.
مصلى باراسكيفا بياتنتسا – هو رمز مدينة كراسنويارسك، بني عام 1855مكان برج الحراسة الذي كان موجودا على قمة جبل الحراسة ويمكن رؤيته من أي مكان في المدينة. توجد بجانب المصلى منصة يمكن منها مشاهدة منظر عام رائع لمركز المدينة. المصلى عبارة عن بناء ثماني الأضلاع من الآجر على الطراز الروسي القديم. ارتفاع المصلى 15 م. وقطره 7 م.
شارع الكورنيش – إن نهر ينيسي مشهور كأحد معالم المدينة. ويمكن قضاء وقت ممتع في هذا الشارع الممتد من المتنزه المركزي إلى مصب نهر كاتشا في ينيسي. تقع على الكورنيش المطاعم والمقاهي والنوادي المختلفة التي يرتادها أهل المدينة وضيوفها للراحة ولقضاء أوقات جميلة على شاطئ النهر.
كنيسة البشارة – بنيت هذه الكنيسة خلال الفترة بين عامي 1804 و 1822. البناء حجري ويتكون من 3 طوابق وبجانبه برج الأجراس. الكنيسة مبنية على طراز باروكو وفيها أربع قاعات. كانت الكنيسة مغلقة خلال فترة طويلة وفي عام 1990 أعيدت إلى الكنيسة الأرثوذكسية الروسية وتمت صيانتها وبدأت تستقبل المصلين.
- كاتدائية شفاعة العذراء – شيدت هذه الكاتدرائية عام 1785 وهي أقدم كنيسة في المدينة وتتكون من ثلاث قاعات. الكاتدرائية مبنية على طراز باروكو السيبيري التقليدي. وتضم الكاتدرائية قاعة للطعام وبرج الأجراس. منذ عام 1990 هي مقر ٱبريشية المدينة.
- متنزه المدينة المركزي – افتتح هذا المتنزه عام 1828 وكان وقتها عبارة عن حديقة صغيرة أما اليوم فمساحته أكبر من 15 هكتار. ويقع في الجزء التاريخي من المدينة. توجد في المتنزه كل مستلزمات الراحة من مدينة ألعاب للأطفال إلى المطاعم والمقاهي.
- متحف الرسام فاسيلي سوريكوف – شيّد المنزل عام 1830 وتخليداً للرسام فاسيلي سوريكوف تم تحويله إلى متحف عام 1948. ولد الرسام في هذا المنزل عام 1848 وعاش فيه حتى رحيله إلى بطرسبورغ للدراسة في أكاديمية الفنون عام 1868.
يحتفظ المنزل بشكله القديم ويتكون من 10 غرف تزين جدرانها لوحات الرسام وبعض من تلاميذه. يحتوي المتحف على 100 لوحة أصلية بريشة الرسام.
وهناك في المدينة أماكن عديدة أخرى تستحق الزيارة مثل ساحة السلام وشارع دوبروفينسكي وكنيسة الثالوث الٱقدس وغيرها من المعالم العديدة.